# Typha valentinii
Typha valentinii  là một loài thực vật có hoa trong họ Typhaceae. Loài này được Mavrodiev mô tả khoa học đầu tiên năm 2000.